# Кутни, Илона
Илона Кутни (род. 1 марта 1953, Будапешт) — венгерский учёный-лингвист, эсперантолог, преподаватель, доктор лингвистики, проживающая в Польше с 1997 года, основательница и руководитель курсов по интерлингвистике при Университете имени Адама Мицкевича в Познани.

## Биография
Родилась 1 марта 1953 года в Будапеште.
В 1977 году окончила факультет математики, французской филологии и эсперантологии в Будапештском университете, где училась под руководством профессора Иштвана Шердахейи. Позже начала изучать общую и прикладную лингвистику и в 1990 году получила степень доктора лингвистики в своем родном университете, тема диссертации: «Применение синтеза речи в компьютерном обучении венгерскому языку и эсперанто». Прошла процедуру хабилитации в Университете Адама Мицкевича в Познани в 2009 году.
Работала в области информатики в научно-исследовательских институтах, затем редактором, а также в бывшем Научно-издательском центре UEA в Будапеште (с 1983 по 1985). Была соредактором журналов Interkomputo и Fokuso. С 1986 года занимается обработкой речи в сотрудничестве с Техническим и экономическим университетом Будапешта.
После смерти профессора Иштван Шердахейи в 1987 году взяла на себя преподавание языка эсперанто и лингвистики на отделении эсперанто кафедры лингвистики Будапештском университете. Стала соучредителем международной кафедры эсперантологии, которая действовала несколько лет. Вела курсы по вычислительной и прикладной лингвистике.
В 1997 году переехала в Польшу, где её муж Збигнев Галор преподавал в университете социологию и эсперанто. Преподает венгерский язык и лингвистику в Институте этнолингвистики Университета Адама Мицкевича. Заведует кафедрой венгерских исследований (с 2010 по 2019 годы кафедрой финно-угорских наук).
В 1997 году основала и возглавляет международную аспирантуру интерлингвистических исследований, читает лекции по лингвистике эсперанто, международной и межкультурной коммуникации, преподаванию эсперанто.
Была членом Академии эсперанто с 1998 по 2016 год.

## Награды и звания
- 1989 — почетный знак Венгерской ассоциации эсперанто
- 2008 — премия Грабовского
- 2008 — избрана эсперантистом года
- 2015 — диплом за выдающиеся достижения от UEA
- 2016 — стала почетным членом ILEI
- 2018 — получила награду FAME